# 持田悠生
持田 悠生（もちだ はるき、1999年7月13日 - ）は、日本の俳優。埼玉県深谷市出身。芸能事務所エーライツ所属。

## 人物
- 趣味はアニメ鑑賞[1]。
- 特技は野球、水泳[1]。
- 同郷である中日ドラゴンズの清水達也とは学生時代にバッテリーを組んでいたことがある。

## 出演

### 舞台
- ミュージカル『新テニスの王子様』（2020年 - ）
  - The First Stage（2020年 - 2021年） - テニミュボーイズ[3]
  - The Third Stage（2023年） - 不二周助 役[4]
- ミュージカル『テニスの王子様』4thシーズン（2021年 - ） - 不二周助 役[5]
  - お披露目会（2021年）[6]
  - 青学vs不動峰（2021年）[7]
  - 青学vs聖ルドルフ・山吹（2022年）[8]
  - 青学vs氷帝（2023年）[9]
  - 青学vs六角（2023年）[10]
  - 青学vs立海（2024年）[11]
- 迷宮歌劇『美少年探偵団』 - 足利飆太 役
  - 迷宮歌劇『美少年探偵団』（2021年）[12]
  - 迷宮歌劇『続・美少年探偵団』（2025年）[13]
- 舞台『灼熱カバディ』（2022年） - 栄倉祐 役[14]
- 舞台『カリスマ de ステージ』 - 本橋依央利 役
  - 『カリスマ de ステージ』～ようこそ!カリスマハウスへ～（2023年3月30日 - 4月9日、Mixalive TOKYO Theater Mixa）[15]
  - 『カリスマ de ステージ』～おかえり！カリスマハウス～（2024年6月28日 - 7月7日、品川プリンスホテル ステラボール）[16]
  - 『カリスマ de ステージ』〜集まれ!カリスマ文化祭!〜（2024年11月9日 - 13日、IMM THEATER）[17]
  - 『カリスマ de ステージ』〜帰ろう！カリスマハウス〜（2025年8月29日 - 9月9日〈予定〉、品川プリンスホテル ステラボール）[18]
- Stray City シリーズ - ソマリ 役
  - Clubキャッテリア（2023年）[19]
  - Club ドーシャ（2024年）[20]
- 舞台『ハンドレッドノート〜暗闇に消えた月〜』（2024年） - 主演・司波仁 役[21]]
- 演劇ドラフトグランプリ THE FINAL（2024年）[22]
- シンる・ひま オリジナ・る ミュージカ・る 革命『もえ・る剣』（2024年 - 2025年） - 板垣退助 役[23]
- マーダーミステリーシアター『殺意の代償』（2025年）[24]
- Fantasy Musical『バースデー』（2025年）[25]
- Multi-Unit Apartment（2025年公演予定） - ビビ 役[26]

### テレビドラマ
- 拾われた男 LOST MAN FOUND（2022年、NHK BSプレミアム / Disney+）第2話 - イケメン若手俳優 役[27]
- Clubキャッテリア〜ラグとラガ〜（2024年、日本テレビ）[28]

### 映画
- ウルフハンターが行く！ アメリカ南北戦争編（2022年） - Abe（エイブ） 役[29]

### イベント
- TAKESHI KONOMI Presents『テニプリ☆ソニック2022 -おてふぇす in 日本武道館-』（2022年）[30]
- ACTORS☆LEAGUE in Basketball 2022（2022年）[31]
- ACTORS☆LEAGUE in Basketball 2023（2023年）
- ACTORS☆LEAGUE in Basketball 2024（2024年）
- ACTORS☆LEAGUE in Games 2025（2025年）[32]
- ACTORS☆LEAGUE in Baseball 2025（2025年）
- ACTORS☆LEAGUE in Dance 2025（2025年）[33]
- ACTORS☆LEAGUE in Futsal 2025（2025年開催予定）[34]

### ネット配信
- ナナシ-第七特別死因処理課-（2023年） - イガ 役[35]
  - ナナシ -第七特別死因処理課- シーズン2（2024年）[36]

## 作品
- 持田悠生カレンダー2023[1]
- 持田悠生カレンダー2024[1]